# Jeremy Belknap
Pour les articles homonymes, voir Belknap.
Jeremy Belknap, né le 4 juin 1744 à Boston et mort le 20 juin 1798, est un ecclésiastique et historien américain.

## Biographie
Jeremy Belknap étudie au Harvard College de Boston. En 1764, il s'installe à Portsmouth dans le New Hampshire. Il étudie la théologie. En 1767, il commença son ministère à Dover dans le New Hampshire, où il passera vingt ans à l'Église congrégationaliste.
Jeremy Belknap est l'auteur de l'Histoire du New Hampshire, publié en trois volumes entre 1784 et 1792. Ce travail est la première histoire moderne, écrite par un Américain, incarnant une nouvelle rigueur dans la recherche historique, l'annotation et les rapports.
Au XVIIIe siècle, le révérend-père Ezra Stiles, président de l'université Yale, soutient que le rocher de Dighton serait couvert de pétroglyphes phéniciens,. La théorie est notamment développée par l'historien Jeremy Belknap et par un érudit français Antoine Court de Gébelin en 1781.